# Lança (unidade)

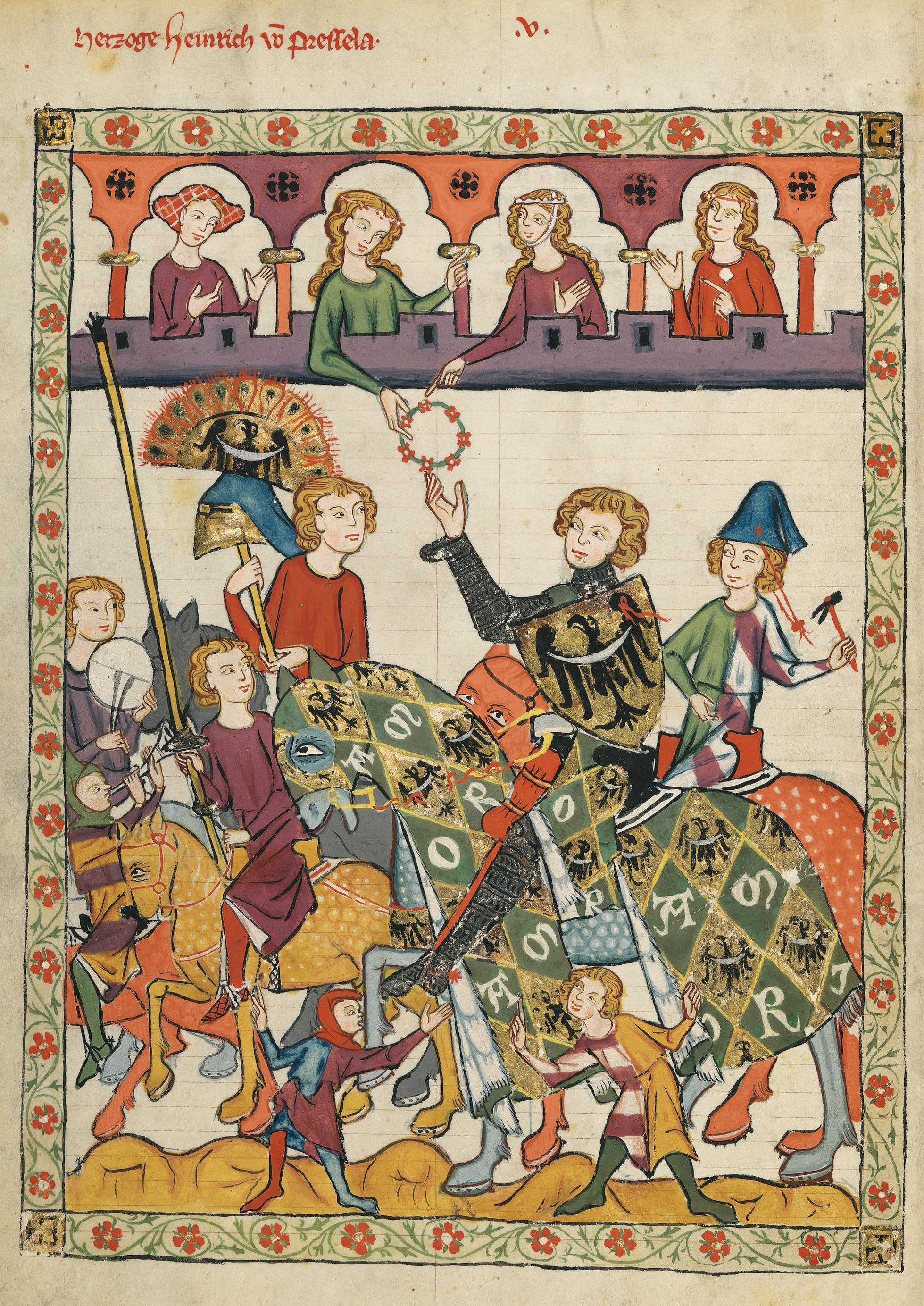
Um cavaleiro do século XIV, acompanhado por elementos da sua lança.

A lança constituía uma unidade militar da cavalaria medieval, formando um grupo construído à volta de um cavaleiro chefe de fila e composto por quatro a dez guerreiros a cavalo. Além do chefe de fila, a lança incluía normalmente escudeiros, pajens, besteiros, arqueiros e cutileiros.
Um conjunto de cinco ou seis lanças, sob o comando de um chefe, formava uma bandeira e um agrupamento de várias bandeiras formava uma companhia de homens de armas. 
Cada lança era normalmente levantada e chefiada em combate por um cavaleiro nobre ou por um cavaleiro vilão. Os senhores feudais mais poderosos poderiam levantar uma mesnada composta por múltiplas lanças.

## Origem
A lança parece ter origem na organização militar feudal dos reinos francos da Idade Média, espalhando-se depois pela  Península Ibérica e por outras regiões da Europa. Quando chamado a combater pelo seu suserano, um cavaleiro juntava-se à hoste levando sob o seu comando um grupo de homens armados do seu feudo. 
Dentro do conceito medieval da cavalaria, em que o cavaleiro estava associado às armas que usava, desenvolveu-se uma correlação entre a arma distintiva do seu posto (a lança) e o próprio posto e função militar de cavaleiro. Esta correlação acabou por alargar-se ao grupo de homens sob o comando de cada cavaleiro. Assim, por exemplo, falar-se em "dez lanças" passou a significar falar-se em "dez cavaleiros" e, por extensão, em "dez grupos de guerreiros sob o comando daqueles".

## Organização
Existem poucas fontes da época a referirem a exata composição de cada lança. Além disso, essa composição variou conforme as épocas e conforme os exércitos. Para além do cavaleiro, cada lança incluía normalmente pajens ou escudeiros (ou ambos), homens armados com armas brancas e arqueiros ou besteiros. Normalmente, todos se deslocavam a cavalo, mas apenas se esperava que o cavaleiro e os homens armados com armas brancas combatessem montados, apesar dos restantes o puderem fazer ocasionalmente.
Na França, em meados do século XV, as lances fournies (lanças fornecidas ao exército do Rei) eram formadas, cada uma, à volta de um homem de armas (cavaleiro com armadura), acompanhado por um escudeiro ou um pajem, por dois ou três besteiros ou arqueiros e por um cutileiro (um cavaleiro com proteção mais aligeirada, armado de cutelo, de espada ou outra arma branca). 100 lanças formavam uma companhia de ordenança, com um efetivo total de 100 homens de armas e mais cerca de 500 outros homens.
Em Portugal e, aparentemente, nos restantes reinos ibéricos cristãos, as lanças seguiam a mesma organização. Cada grupo de cinco ou seis lanças formava uma bandeira e várias bandeiras uma companhia de homens de armas.
Carlos, o Temerário, último duque da Borgonha, tentou organizar o seu exército em 1250 lanças, cada uma das quais composta por nove homens: um homem de armas, um cutileiro, um pajem não combatente e seis outros combatentes (um sortimento de arqueiros, besteiros, piqueiros e espingardeiros, tanto desmontados como montados).

## Legado
Provavelmente por inspiração nas antigas lanças medievais, a lança foi reintroduzida como unidade militar na Legião Portuguesa, em 1936. Na Legião Portuguesa, a lança constituía uma unidade equivalente a um pelotão, sendo composta por três secções e comandada por um oficial com o posto de comandante de lança, tendo um efetivo total de entre 30 e 50 legionários. Quatro lanças formavam um terço. O posto de comandante de lança era o primeiro de oficial legionário, sendo imediatamente inferior ao de comandante de terço.